# 生命树 (圣经)
生命树（羅馬化：Etz haChayim，羅馬化：xylon zoës）是《圣经》中记载的一棵树，在《希伯来圣经》的第一部书《创世记》的记载中出现在伊甸园，每個月會結一次果，吃其果实能使人維持永不朽坏的生命。
《创世纪》记载狡猾的古蛇（即魔鬼、恶龙）诱骗无知的夏娃吃分辨善惡树的果子，说她将会变得如神能知道善惡，而且“不一定会死”。在吃了分辨善恶树的果子以后，亚当和夏娃便被上帝逐出伊甸园，并找來革魯賓（基路伯）在伊甸园的入口把守（或譯作保存）通往生命樹的道路，以防止亞當吃到生命树的果子並永遠活著。

## 分析

生命之樹（無色版）

蛇、树和果子是犹太人、基督徒和穆斯林信仰中的重要符号。

## 聖經的言詞
|                     | 耶和华神用地上的尘土造人，将生气吹在他鼻孔里，他就成了有灵的活人，名叫亚当。耶和华神在东方的伊甸立了一个园子，把所造的人安置在那里。耶和华神使各样的树从地里长出来，可以悦人的眼目，其上的果子好作食物。园子当中又有生命树和分别善恶的树。有河从伊甸流出来，滋润那园子，从那里分为四道…………耶和华神将那人安置在伊甸园，使他修理看守。耶和华神吩咐他说，园中各样树上的果子，你可以随意吃。只是分别善恶树上的果子，你不可吃，因为你吃的日子必定死。 |
| ——《創世記》第2章参 | |

|                     | 耶和华神为亚当和他妻子用皮子作衣服给他们穿。耶和华神说，那人已经与我们相似，能知道善恶。现在恐怕他伸手又摘生命树的果子吃，就永远活着。耶和华神便打发他出伊甸园去，耕种他所自出之土。于是把他赶出去了。又在伊甸园的东边安设基路伯和四面转动发火焰的剑，要把守生命树的道路。 |
| ——《創世記》第3章参 | |

在《新约圣经》的最后一部书《启示录》中，生命树又被提到4次：
|                          | 圣灵向众教会所说的话，凡有耳的，就应当听。得胜的，我必将神乐园中生命树的果子赐给他吃。 |
| ——《啟示錄》第2章第7节参 |                                                                                        |

|                      | 天使又指示我在圣城内街道当中一道生命水的河，明亮如水晶，从神和羔羊的宝座流出来。在河这边与那边有生命树，结十二样果子（样或作回），每月都结果子。树上的叶子乃为医治万民。 |
| ——《啟示錄》第22章参 | |

|                      | 我是阿拉法，我是俄梅戛，我是首先的，我是末后的，我是初，我是终。那些洗净自己衣服的有福了，可得权柄能到生命树那里，也能从门进城。城外有那些犬类，行邪术的，淫乱的，杀人的，拜偶像的，并一切喜好说谎言编造虚谎的。我耶稣差遣我的使者为众教会将这些事向你们证明。我是大卫的根，又是他的后裔。我是明亮的晨星。圣灵和新妇都说来。听见的人也该说来。口渴的人也当来。愿意的都可以白白取生命的水喝。我向一切听见这书上预言的作见证，若有人在这预言上加添什么，神必将写在这书上的灾祸加在他身上。这书上的预言，若有人删去什么，神必从这书上所写的生命树，和圣城，删去他的分。 |
| ——《啟示錄》第22章参 | |

## 西方教会的解释

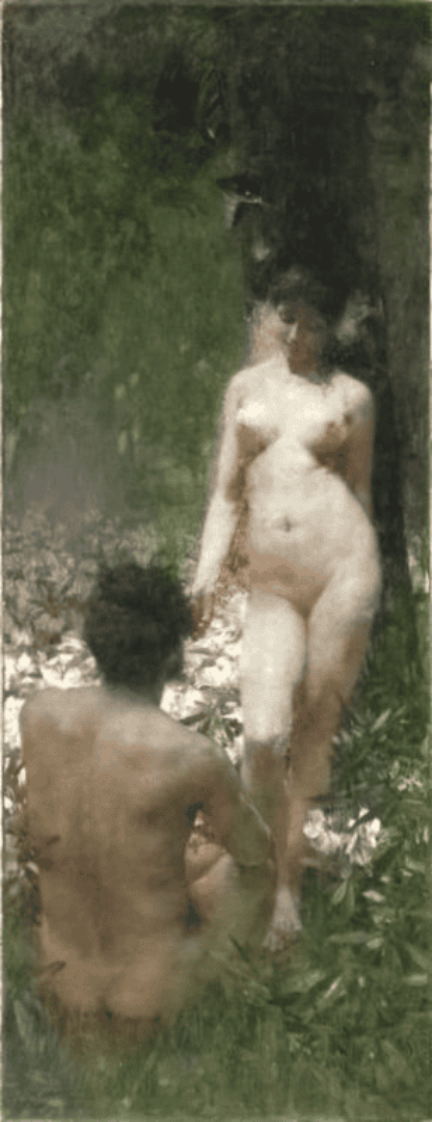
夏娃將禁果遞給亞當

在以西結看見的異象中，河水奔流不息。這位先知看見河的兩岸長着各種果實纍纍的樹。約翰看見以下情景：“河這邊和那邊都有生命樹，每年結十二次果子，每月都結果子。樹上的葉子能醫治列國的人。”這些“生命樹”，也象徵以西结描述的上帝耶和華為了賜永生給順服的人類所作的安排的一部分。
上帝為那些響應呼召的人安排了充足的供應，他們可以取令人舒暢的水喝，還可以從各種樹上摘取源源不絶的果實去維持生命。在伊甸園裏，耶和華曾給亚当和夏娃類似的供應，一切都賞心悦目。當全地都成為樂園以後，耶和華就會進一步作出安排，讓“列國的人”可以從具有象徵意義的樹葉得到醫治。 這些有象徵意義的葉子，療效遠比當今世上的任何藥物都要優越。不論是草藥還是别的藥物，全都望塵莫及。這些葉子能使仰望上帝的人在靈性和身體上恢復完美。
這些得到充足河水灌溉的樹，可能包括《启示录》所说的144000個組成羔羊的新妇的成員。他們在地上時，也喝上帝通過耶穌基督所賜的生命水。圣经预言曾经將耶穌這些從聖靈生的弟兄稱為“正義的大樹”。他們結出豐美的屬靈果實，為耶和華增光。在千年王国統治期間，他們會盡一分力使人類得享贖價的裨益。這樣，“列國的人”就得到醫治，從此擺脱罪和死的奴役。